# Dragon Ball: Majin-Jō no Nemuri Hime
Dragon Ball: Công chúa ngủ trên lâu đài quỷ (ドラゴンボール　魔神城のねむり姫 Doragon Bōru: Majin-Jō No Nemuri Hime) là bộ phim Dragon Ball thứ 2 trong loạt. Được sản xuất vào ngày 18 tháng 7 năm 1987 tại Nhật Bản.

## Lồng tiếng
| Nhân vật        | Lồng tiếng (Tiếng Nhật) | Lồng tiếng (Tiếng Anh) |
| --------------- | ----------------------- | ---------------------- |
| Son Goku        | Nozawa Masako           | Ceyli Delgadillo       |
| Bulma           | Tsuru Hiromi            | Leslie Alexander       |
| Krillin         | Tanaka Mayumi           | Laurie Steele          |
| Yamcha          | Furuya Tōru             | Christopher R. Sabat   |
| Gangster Launch | Koyama Mami             | Christine Martin       |
| Launch          | Koyama Mami             | Monika Antonelli       |
| Master Roshi    | Miyauchi Kōhei          | Mike McFarland         |
| Oolong          | Tatsuta Naoki           | Bradford Jackson       |
| Puar            | Watanabe Naoko          | Monika Antonelli       |
| Butler          | Iizuka Shōzō            | Christopher R. Sabat   |
| Lucifer         | Nozawa Nachi            | Mike McFarland         |
| Ghastel         | Gōri Daisuke            | Mike McFarland         |
| Turtle          | Gōri Daisuke            | Christophr Sabat       |
| Narrator        | Yanami Jōji             | Christopher R. Sabat   |

## Âm nhạc

### Nhạc mở đầu
"魔訶不思議アドベンチャー!" / "Makafushigi Adobenchā!" / "Mystical Adventure!"
Lời: Mori Yuriko
Nhạc: Ike Takeshi
Arrangement: Tanaka Kōhei
Biểu diễn: Takahashi Hiroki
Lời bài hát

### Nhạc kết thúc
"ロマンティックあげるよ" / "Romantikku Ageru Yo" / "I'll Give You Romance"
Lời: Yoshida Takemi
Nhạc: Ike Takeshi
Arrangement: Tanaka Kōhei
Biểu diễn: Hashimoto Ushio
Lời bài hát